# 天神町 (犬山市)
天神町（てんじんちょう）は、愛知県犬山市の地名。

## 地理

### 交通
- 名鉄広見線
- 愛知県道186号御嵩犬山線

### 施設
- ヨシヅヤ犬山店
- 犬山郵便局
- 犬山商工会議所
- 天神森公園

## 歴史

### 地名の由来
天神川および田中天神（田中天満宮）に由来する。

### 沿革
- 1981年（昭和56年） - 犬山市の大字なしの地域の一部により、同市天神町が成立[1]。

### WEB
1. ↑  “読み仮名データの促音・拗音を小書きで表記するもの(zip形式) 愛知県” (zip).   日本郵便 (2024年2月29日). 2024年3月26日閲覧。
2. ↑  “市外局番の一覧” (PDF).   総務省 (2022年3月1日). 2022年3月22日閲覧。
3. ↑  “ナンバープレートについて”.   一般社団法人愛知県自動車会議所. 2024年1月21日閲覧。

### 書籍
1. 1 2  「角川日本地名大辞典」編纂委員会 1989, p. 863.